# Calcificación
La base de una calcificación orgánica es la misma que la que tiene la finalidad para formar hueso, siendo una formación de hidroxiapatita formada por 10 átomos de Ca++, 6 de PO4 y 2 grupos hidroxilos. Si estos cristales de hidroxiapatita se adentran en un tejido, en el líquido intercelular o en el plasma sanguíneo, esto condiciona la precipitación de Ca++ y PO4 que poseen dichos líquidos.

## Calcificación distrófica
La calcificación distrófica tiende a aparecer en tejidos isquémicos o alterados, en necrosis, exudados retenidos y arteriosclerosis. En estos tejidos disminuye el pH, siendo la respuesta fisiológica del organismo el precipitar calcio para neutralizarlo; esta calcemia llega a estar dentro de los límites normales. El problema es que esta calcificación persista en el tiempo osificándose, puede encontrarse en grandes masas y pueden ser intra o extra celulares. Si este problema sucede en células aisladas, este depósito cálcico se forma en cuerpos redondos y concéntricos pasando a llamarse cuerpos de psammoma.
La calcificación distrófica consiste en el depósito de sales de calcio en tejidos degenerados o muertos con niveles séricos de calcio normales y sin alteraciones en su metabolismo, se observa en: las zonas de necrosis, las placas de ateromas y las válvulas cardiacas envejecidas o dañadas, macroscópicamente los depósitos de sales de calcio se observan como granulaciones de color blanquecino de tamaño variable. Sus consecuencias funcionales dependen de su localización, por ejemplo, en los casos de necrosis caseosa tuberculosa pulmonar no existen alteraciones funcionales, mientras que en las válvulas mitral o aórtica dificultan el flujo sanguíneo porque reducen la flexibilidad de las valvas y estrechan los orificios valvulares, sitios en los que causa disfunción del órgano afectado.

## Calcificación metastásica
La calcemia puede aumentarse debido a un hiperparatiroidismo, aumento de vitamina D o aumento del calcio óseo como sucede en tumores de hueso. Este calcio proviene de otras áreas pasando a llamarse calcificación metatastásica.
Este tipo de calcificación es el depósito de sales de calcio en tejidos normales, debido a la hipercalcemia, alteración del metabolismo del calcio observada en diversas enfermedades como la intoxicación por vitamina D, la insuficiencia renal crónica y el hiperparatiroidismo entre otras. Su localización más frecuente el intersticio de la mucosa gástrica, los riñones, los pulmones, las arterias sistémicas y las venas pulmonares. El aspecto morfológico es semejante al descrito en las calcificaciones distróficas y aunque generalmente no producen disfunción orgánica, la afectación masiva de los pulmones y los riñones puede ser causa de insuficiencia respiratoria aguda o insuficiencia renal.

## Calcificación idiopática
De origen indeterminado, pueden aparecer calcificaciones en el tejido subcutáneo, alrededor de las articulaciones o en el músculo estriado.